# Rus, Estland
Rus (estniska: Rohuküla) är en by (estniska: küla) och ett färjeläge i kommunen Hapsals stad i landskapet Läänemaa i Estland. Rus tillhörde Ridala kommun 1992–2017. Byn hade 51 invånare år 2011.
Byn ligger på Estlands västkust mot Moonsund, 95 km sydväst om huvudstaden Tallinn och 7 km väst om residensstaden Hapsal. Ön Rukkirahu tillhör byn. Rus angränsar till Nõmme i norr, Kiltsi i öster och Pusku i söder. Från Rus utgår färjorna till Ormsö och Dagö samt Riksväg 9 som sträcker sig åt nordöst mot Hapsal och Ääsmäe.
Rus ligger i en trakt som tidigare beboddes av estlandssvenskar. Nästan alla estlandssvenskar flydde till Sverige i samband med andra världskriget. Enno Hallek är född i Rus.